# Sopotska kultura
Sopotska kultura je neolitička kultura na prostoru istočne Slavonije i zapadnoga Srijema, nastala na temeljima starčevačke kulture, a pod snažnim utjecajima vinčanske kulture (Samatovci, Sopot, Otok, Privlaka, Vinkovci–Ervenica, Osijek, Bapska, Županja, Klokočevik). S matičnoga prostora proširila se preko Save u sjevernu Bosnu (Donji Klakar, Gornja Mahala), na zapad u sjeverozapadnu Hrvatsku, na sjever u mađarsku Transdanubiju, gdje je potaknula stvaranje lengyelskih kultura. Datira se u V. tisućljeće pr. Kr. Naselja su bila podizana na prirodno povišenim obalama rijeka i potoka, u močvarnim i vodoplavnim područjima. Pravokutne su kuće bile građene od drva i u tehnici pletera, ponekad su bile podijeljene u više prostorija. Pronađena su mnogobrojna oruđa od kosti, kremena, opsidijana i glačanih eruptivnih stijena te keramičko posuđe raznovrsnih oblika (bikonični lonci s dvjema ručkama, konične zdjele na visokoj nozi, bikonične ili zaobljene zdjele, lonci i lončići s-profila), ukrašeno kaneliranjem, kombinacijom urezivanja i ubadanja, slikanjem nakon pečenja, te rovašenim cik-cak crtama i okruglim udubinama.